# Sean Douglas
Pour les articles homonymes, voir Douglas.
Sean Douglas, né le 8 mai 1972 à Auckland, est un footballeur international néo-zélandais. Il évolue au poste de défenseur du milieu des années 1990 au milieu des années 2000. Il a été sélectionneur adjoint de l'équipe de Nouvelle-Zélande U20 et directeur technique national des Fédérations d'Auckland et de Victoria.

## Biographie

### Carrière internationale
Sean Douglas est convoqué pour la première fois en sélection par le sélectionneur national Bobby Clark en 1995. Il reçoit sa dernière sélection le 13 juin 2001 contre le Vanuatu pour une victoire par 7-0.
Il dispute deux Coupes d'Océanie : en 1998 et 2000. Il participe également à une Coupe des confédérations en 1999. Il joue trois matchs lors de l'édition 1999 : contre les États-Unis, l'Allemagne et enfin le Brésil.
Il joue enfin deux matchs comptant pour les éliminatoires de la Coupe du monde 2002.
Au total, il compte 26 sélections en équipe de Nouvelle-Zélande entre 1995 et 2001.

### Carrière de directeur technique
Sean Douglas est le directeur technique national (DTN) à la Fédération d'Auckland de football (en) (AFF) de 2005 à 2010. Puis de 2010 à 2013, il est le directeur technique national à la Fédération de Victoria de football (en) (FFV).

## Palmarès

### En club
- Avec l'Auckland City FC :
  - Champion de Nouvelle-Zélande en 2007

### En sélection nationale
- Vainqueur de la Coupe d'Océanie en 1998
- Finaliste de la Coupe d'Océanie en 2000